# 聖ヒエロニムスと聖クリストフォロスの間の磔刑
『聖ヒエロニムスと聖クリストフォロスの間の磔刑』（せいヒエロニムスとせいクリストフォロスのあいだのたっけい、伊: Crocifissione tra i santi Girolamo e Cristoforo） は、イタリアのルネサンス期の巨匠、ピントゥリッキオが1475年頃に描いた板上の油彩画である。ローマのボルゲーゼ美術館に収蔵されている。
本作は、『聖ベルナルドゥスの奇跡』（1473）の板絵に続く、ピントゥリッキオによる最初期の知られている作品のうちの一点である。

## 概要
作品は、川の谷のある背景に磔刑を描いており、細部描写は初期フランドル派の影響を示している。左側には、飼いならされたライオン、地面にある枢機卿の帽子、胸を打つために使用された石という伝統的なアトリビュートが描かれている、悔い改めた聖ヒエロニムスがいる。右側には、殉教の象徴であるヤシの葉を持って、肩に乗っている幼子イエス・キリストを見ている聖クリストフォロスがいる。
一方、イエスはリンゴを持ち、ロンドンのナショナルギャラリーにある『祝福する幼子といる聖母』など他のピントゥリッキオの初期作品に登場するコアフを身に着けている。この作品は、フィオレンツォ・ディ・ロレンツォの作品と同じ準備素描、そしておそらく同じ原画を共有している。